# SKA-Speedway Lwów
SKA-Speedway Lwów – ukraiński klub żużlowy ze Lwowa. Dwukrotny mistrz Związku Radzieckiego.

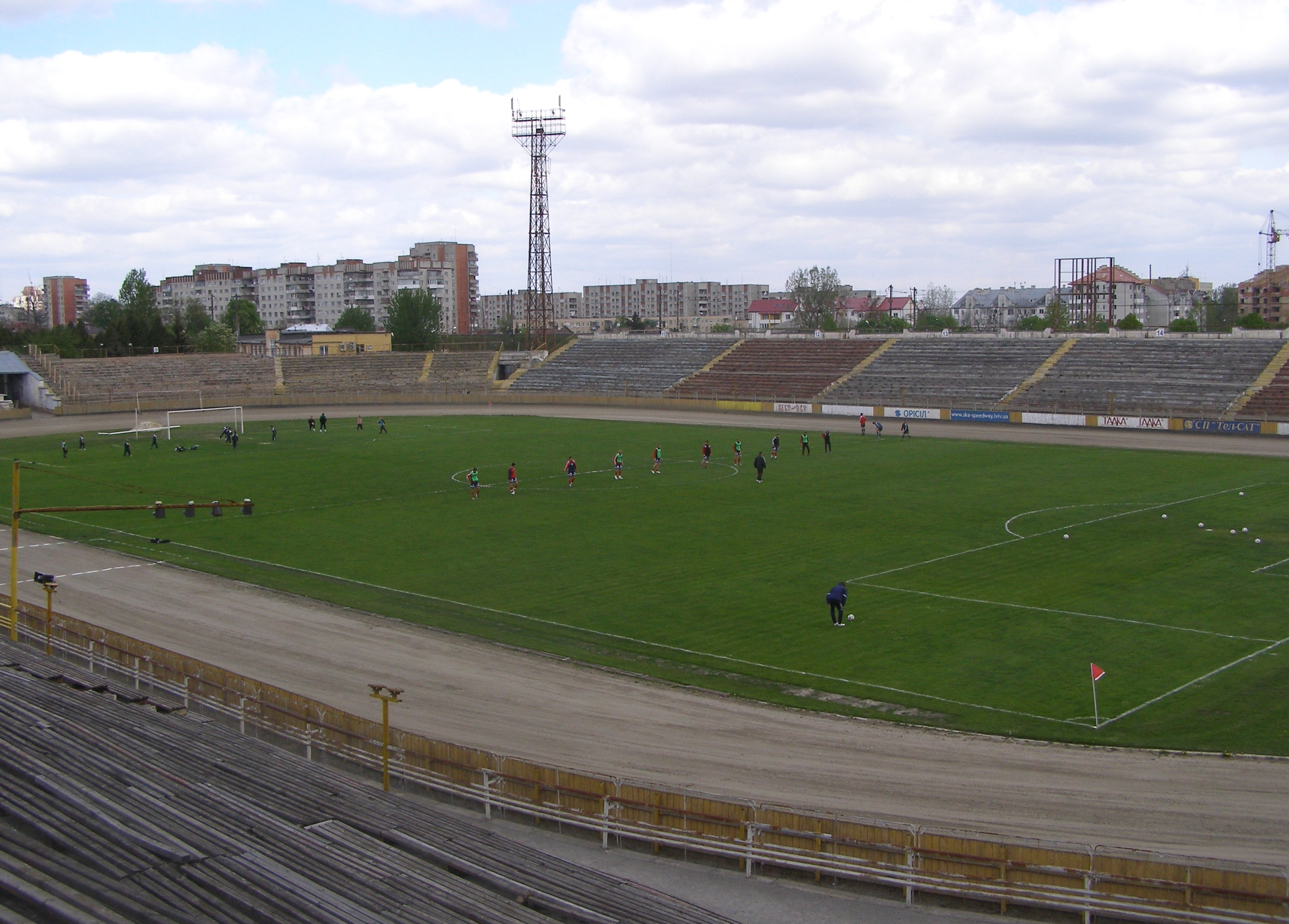
Na stadionie SKA zawody żużlowe odbywały się w latach 1961-1966 i 1988-2010

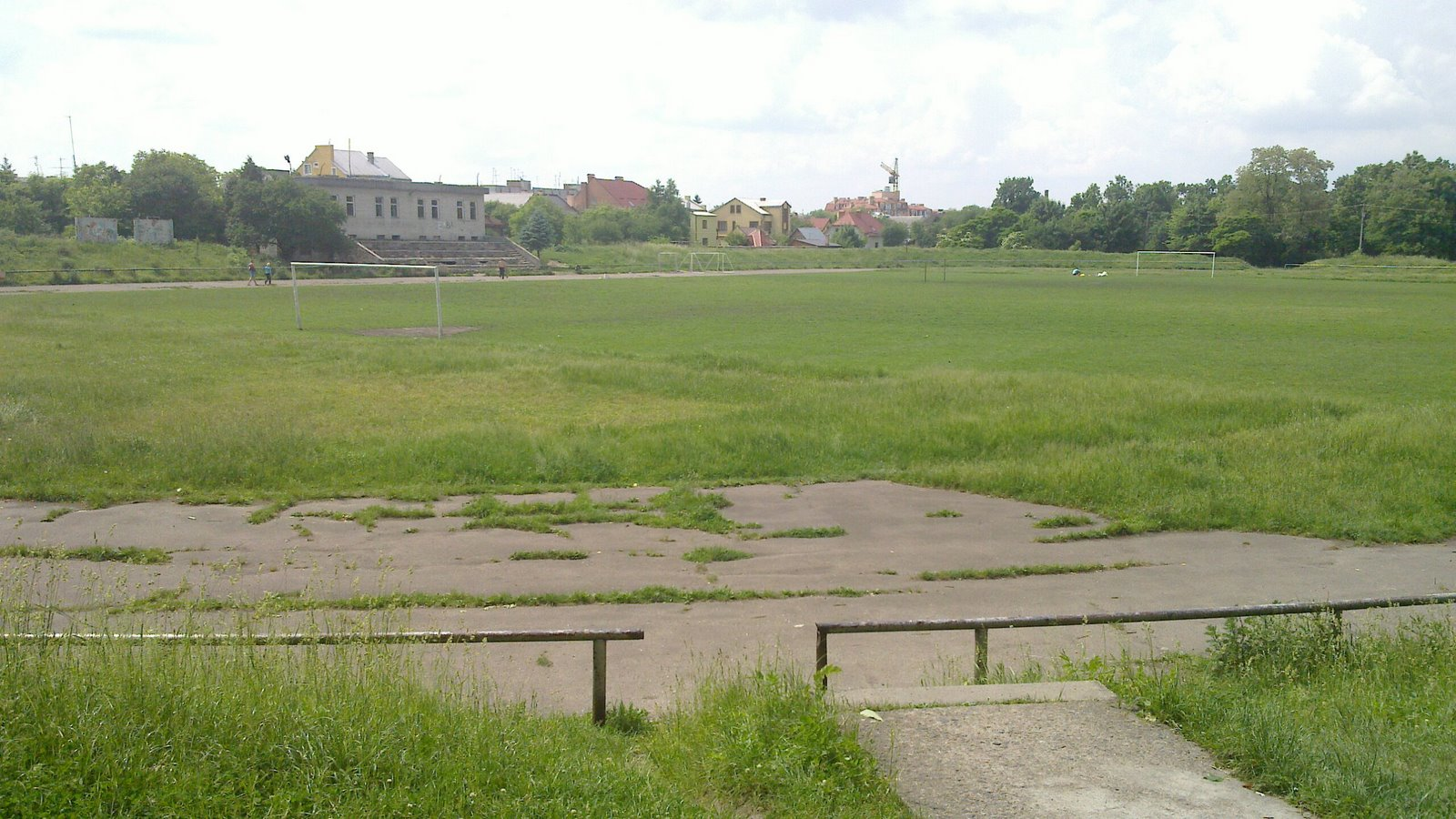
Stadion Silmaszu był areną zmagań lwowskich żużlowców w latach 1967-1968

## Historia

### Powstanie klubu i występy w latach 60.
Historia klubu, jak i lwowskiego żużla bierze swój początek w 1961 roku, kiedy pod kierownictwem trenera sportów motocyklowych Wołodymyra Bondarczuka stworzony został zespół biorący udział w rozgrywkach ligi radzieckiej, który w debiutanckim sezonie 1962 roku zdobył medal srebrny, a w 1963 roku zdobył tytuł mistrza kraju, rok później medal brązowy, zaś w 1966 roku medal srebrny. Ze względu na fakt że tor żużlowy był jednocześnie bieżnią lekkoatletyczną, żużlowcy SKA w kolejnym roku opuścili obiekt przy ul. Kleparowskiej, występując w latach 1967-1968 na stadionie Silmasz, w sezonie 1967 pod nazwą Awangard, rok później pod nazwą Silmasz lub Lwiwsilmasz.

### Odrodzenie żużla we Lwowie (1988-1991)
Z inicjatywy Serhija Latosinskiego, trenera reprezentacji Ukraińskiej SRR na żużlu udało się przekonać kierownictwo Karpackiego Okręgu Wojskowego sprawującego pieczę nad klubem SKA o potrzebie rozwoju dyscypliny sportu jaką jest żużel, w ostatnich latach istnienia Związku Radzieckiego udało się przywrócić do życia klub żużlowy we Lwowie. Do zmagań ligowych drużyna przystąpiła w 1988 roku, uczestnicząc w klasie B Pierwoj ligi, uzyskując awans do klasy A, z której lwowianie w 1989 awansowali do najwyższej klasy rozgrywkowej - Wysszej ligi. W latach 1990–1991 SKA został odpowiednio wicemistrzem i mistrzem drużynowych mistrzostw Związku Radzieckiego. Indywidualne sukcesy odnosili tacy zawodnicy jak Rif Saitgariejew, Rene Aas czy Ihor Dubinin.
W 1990 roku klub współorganizował na swoim obiekcie najważniejsze jak dotąd rangą zawody, finał indywidualnych mistrzostw świata juniorów. Zwyciężył w nim Brytyjczyk Chris Louis, przed zawodnikiem SKA, Estończykiem Rene Aasem i Szwedem Tonym Rickardssonem. Podczas drugiego biegu tych zawodów, kolejny z Brytyjczyków, Dean Standing ustanowił aktualny do dziś rekord toru wynoszący 67,07 sekundy.

### W niepodległej Ukrainie (od 1992)
Po upadku ZSRR, aż do 2000 roku klub organizował jedynie zawody rangi mistrzostw Ukrainy (indywidualne, parowe, indywidualne juniorów). W latach 2001, 2003 i 2005-2010 klub organizował rundy kwalifikacyjne i półfinałowe indywidualnych mistrzostw Europy. W latach 2002, 2003 oraz 2009 drużyna SKA uczestniczyła w eliminacjach Klubowego Pucharu Europy.
Chęć rozwoju lwowskiego i ukraińskiego żużla, przy wsparciu ukraińskiej federacji motocyklowej, spowodowała, że zespół SKA, jako pierwszy klub zagraniczny, został przyjęty został do startów w 2. polskiej lidze żużlowej. W sezonie 2004 lwowianie zajęli w rozgrywkach 4. miejsce wyprzedzając PKŻ Polonię Piła i TŻ Łódź, wygrywając 4 spotkania (jedno walkowerem z klubem z Łodzi) i przegrywając 6 meczów. Władze klubu zgłosiły również akces do występów w kolejnym sezonie, ale wycofały się z rozgrywek już po opublikowaniu kalendarza, nie będąc w stanie sprostać wymaganiom finansowym.
W latach 2004–2009 klub był organizatorem rund żużlowego pucharu MACEC.
Rozegrana 26 czerwca 2010 roku runda kwalifikacyjna IME była ostatnimi jak dotąd zawodami żużlowymi rozegranymi we Lwowie. Następnymi rozegranymi na torze żużlowymi zawodami były obie rundy indywidualnych mistrzostw Ukrainy we flat-tracku w roku 2016. Ostatnią próbę rozegrania zawodów żużlowych podjęto w 2018 roku, zaplanowane na 23 czerwca zawody - mistrzostwa Ukrainy par zostały odwołane z powodu pożaru w kompleksie sportowym na którym znajduje się stadion SKA.

## Osiągnięcia
- Drużynowe Mistrzostwa Związku Radzieckiego:
  - złoto – 2 razy (1963 i 1991)
  - srebro – 3 razy (1962, 1966 i 1990)
  - brąz – 1 raz (1964)

### Wyniki w lidze radzieckiej
- 1963: Mistrzostwo ZSRR
- 1963: 7. miejsce w DM ZSRR SKA-2
- 1963: 17. miejsce w DM ZSRR SKA-3
- 1964: 3. miejsce w DM ZSRR
- 1964: 13. miejsce w DM ZSRR SKA-2
- 1965: rozgrywek nie ukończono; SKA w Klasie "A", SKA-2 w Klasie "B"
- 1966: Wicemistrzostwo ZSRR
- 1966: 8. miejsce w Klasie "B" SKA-2
- 1967: 6. miejsce w Klasie "A" W tym sezonie jako Awangard Lwów.
- 1968: 8. miejsce w Klasie "A" W tym sezonie jako Silmasz Lwów. Po sezonie sekcję przeniesiono do Czerwonogradu.
- 1988: 1. miejsce w 1. strefie Pierwoj Ligi, klasy B. 1. miejsce w finale Pierwoj Ligi, klasy B. Awans.
- 1989: 1. miejsce w 1. strefie Pierwoj Ligi, klasy A Awans.
- 1990: Wicemistrzostwo ZSRR
- 1991: Mistrzostwo ZSRR

### Starty w polskiej lidze
| Sezon | Rozgrywki ligowe | Rozgrywki ligowe | Rozgrywki ligowe |
| Sezon | Liga             | Liga             | Miejsce          |
| ----- | ---------------- | ---------------- | ---------------- |
| 2004  | III              | II liga          | 4/6              |

| Poziom ligowy | Liczba sezonów | Sezony |
| ------------- | -------------- | ------ |
| III           | 1              | 2004   |